# Ma Baker (lied)
Ma Baker is een nummer van de Duitse discogroep Boney M., afkomstig van het studioalbum Love for Sale uit 1977. Op 3 mei dat jaar werd het nummer wereldwijd op single uitgebracht.

## Achtergrond
De single werd wereldwijd een hit en is een van de grootste hits uit de jaren '70. Op deze plaat worden de legendarische lotgevallen van de beruchte Kate "Ma" Barker en haar vier criminele zonen op dramatische wijze bezongen.
De melodie is een door Hans Jörg Meyer (pseudoniem George Reyam) bewerkte cover van het populaire Tunesische folkloristische lied Sidi Mansour van Mohammed Hanesh uit 1975.
In thuisland Duitsland werd de nummer 1-positie bereikt, evenals in Oostenrijk, Zwitserland, Zweden, Noorwegen, Frankrijk en Mexico. In Nieuw-Zeeland, Zuid-Afrika, Finland, Italië en Portugal de 2e positie, evenals in het Verenigd Koninkrijk, waar de 2e positie in de UK Singles Chart werd bereikt. In Argentinië en Ierland werd de 4e positie behaald en in Australië de 5e.
In Nederland was de plaat op vrijdagavond 13 mei 1977 Veronica Alarmschijf in haar toenmalig 1 uur zendtijd op Hilversum 3 en werd een gigantische hit in de destijds twee landelijke hitlijsten op de nationale publieke popzender. De plaat bereikte de nummer 1-positie in zowel de Nederlandse Top 40 als de Nationale Hitparade. In de op Hemelvaartsdag 27 mei 1976 gestarte Europese hitlijst op Hilversum 3, de TROS Europarade op de befaamde TROS donderdag, werd eveneens de nummer 1-positie bereikt.
In België bereikte de plaat de nummer 1-positie in zowel de voorloper van de Vlaamse Ultratop 50 als de Vlaamse Radio 2 Top 30 en de voorloper van de Waalse Ultratop 50.
In november 1992 verscheen er een remix-versie onder de naam Mega Mix. Deze versie behaalde  in februari 1993 de 12e positie in de destijds nieuwe publieke hitlijst op Radio 3; de Mega Top 50. In de Nederlandse Top 40 werd de 13e positie bereikt. 
In België bereikte de Mega Mix versie de 41e positie in de voorloper van de Vlaamse Ultratop 50. In de Vlaamse Radio 2 Top 30 en in Wallonië werd géén notering behaald.
Ook eind 1998 werd er een remix uitgebracht; Boney M. vs Sash! met de remix "Ma Baker / Somebody Scream". Deze laatste versie behaalde in Nederland begin 1999 de 34e positie in de publieke hitlijst; toenterijd de Mega Top 100 op Radio 3FM en de 26e positie in de Nederlandse Top 40 op destijds Radio 538.
In België bereikte deze remix versie de 24e positie in de Vlaamse Ultratop 50 en de 27e positie in de Vlaamse Radio 2 Top 30. In de Waalse Ultratop 50 werd de 23e positie behaald.

## Hitnoteringen

### Nederlandse Top 40
| Hitnotering: 21-05-1977 t/m 27-08-1977 | Hitnotering: 21-05-1977 t/m 27-08-1977 | Hitnotering: 21-05-1977 t/m 27-08-1977 | Hitnotering: 21-05-1977 t/m 27-08-1977 | Hitnotering: 21-05-1977 t/m 27-08-1977 | Hitnotering: 21-05-1977 t/m 27-08-1977 | Hitnotering: 21-05-1977 t/m 27-08-1977 | Hitnotering: 21-05-1977 t/m 27-08-1977 | Hitnotering: 21-05-1977 t/m 27-08-1977 | Hitnotering: 21-05-1977 t/m 27-08-1977 | Hitnotering: 21-05-1977 t/m 27-08-1977 | Hitnotering: 21-05-1977 t/m 27-08-1977 | Hitnotering: 21-05-1977 t/m 27-08-1977 | Hitnotering: 21-05-1977 t/m 27-08-1977 | Hitnotering: 21-05-1977 t/m 27-08-1977 | Hitnotering: 21-05-1977 t/m 27-08-1977 | Hitnotering: 21-05-1977 t/m 27-08-1977 |
| Week                                   | 1                                      | 2                                      | 3                                      | 4                                      | 5                                      | 6                                      | 7                                      | 8                                      | 9                                      | 10                                     | 11                                     | 12                                     | 13                                     | 14                                     | 15                                     |                                        |
| -------------------------------------- | -------------------------------------- | -------------------------------------- | -------------------------------------- | -------------------------------------- | -------------------------------------- | -------------------------------------- | -------------------------------------- | -------------------------------------- | -------------------------------------- | -------------------------------------- | -------------------------------------- | -------------------------------------- | -------------------------------------- | -------------------------------------- | -------------------------------------- | -------------------------------------- |
| Nummer                                 | 12                                     | 7                                      | 2                                      | 1                                      | 1                                      | 1                                      | 1                                      | 1                                      | 1                                      | 2                                      | 5                                      | 10                                     | 20                                     | 32                                     | 39                                     | uit                                    |

### Nationale Hitparade / Mega Top 50
| Hitnotering week 1 t/m 14: 21-05-1977 t/m 20-08-1977 Hitnotering week 15: 08-01-2011 | Hitnotering week 1 t/m 14: 21-05-1977 t/m 20-08-1977 Hitnotering week 15: 08-01-2011 | Hitnotering week 1 t/m 14: 21-05-1977 t/m 20-08-1977 Hitnotering week 15: 08-01-2011 | Hitnotering week 1 t/m 14: 21-05-1977 t/m 20-08-1977 Hitnotering week 15: 08-01-2011 | Hitnotering week 1 t/m 14: 21-05-1977 t/m 20-08-1977 Hitnotering week 15: 08-01-2011 | Hitnotering week 1 t/m 14: 21-05-1977 t/m 20-08-1977 Hitnotering week 15: 08-01-2011 | Hitnotering week 1 t/m 14: 21-05-1977 t/m 20-08-1977 Hitnotering week 15: 08-01-2011 | Hitnotering week 1 t/m 14: 21-05-1977 t/m 20-08-1977 Hitnotering week 15: 08-01-2011 | Hitnotering week 1 t/m 14: 21-05-1977 t/m 20-08-1977 Hitnotering week 15: 08-01-2011 | Hitnotering week 1 t/m 14: 21-05-1977 t/m 20-08-1977 Hitnotering week 15: 08-01-2011 | Hitnotering week 1 t/m 14: 21-05-1977 t/m 20-08-1977 Hitnotering week 15: 08-01-2011 | Hitnotering week 1 t/m 14: 21-05-1977 t/m 20-08-1977 Hitnotering week 15: 08-01-2011 | Hitnotering week 1 t/m 14: 21-05-1977 t/m 20-08-1977 Hitnotering week 15: 08-01-2011 | Hitnotering week 1 t/m 14: 21-05-1977 t/m 20-08-1977 Hitnotering week 15: 08-01-2011 | Hitnotering week 1 t/m 14: 21-05-1977 t/m 20-08-1977 Hitnotering week 15: 08-01-2011 | Hitnotering week 1 t/m 14: 21-05-1977 t/m 20-08-1977 Hitnotering week 15: 08-01-2011 | Hitnotering week 1 t/m 14: 21-05-1977 t/m 20-08-1977 Hitnotering week 15: 08-01-2011 | Hitnotering week 1 t/m 14: 21-05-1977 t/m 20-08-1977 Hitnotering week 15: 08-01-2011 |
| Week                                                                                 | 1                                                                                    | 2                                                                                    | 3                                                                                    | 4                                                                                    | 5                                                                                    | 6                                                                                    | 7                                                                                    | 8                                                                                    | 9                                                                                    | 10                                                                                   | 11                                                                                   | 12                                                                                   | 13                                                                                   | 14                                                                                   |                                                                                      | 15                                                                                   |                                                                                      |
| ------------------------------------------------------------------------------------ | ------------------------------------------------------------------------------------ | ------------------------------------------------------------------------------------ | ------------------------------------------------------------------------------------ | ------------------------------------------------------------------------------------ | ------------------------------------------------------------------------------------ | ------------------------------------------------------------------------------------ | ------------------------------------------------------------------------------------ | ------------------------------------------------------------------------------------ | ------------------------------------------------------------------------------------ | ------------------------------------------------------------------------------------ | ------------------------------------------------------------------------------------ | ------------------------------------------------------------------------------------ | ------------------------------------------------------------------------------------ | ------------------------------------------------------------------------------------ | ------------------------------------------------------------------------------------ | ------------------------------------------------------------------------------------ | ------------------------------------------------------------------------------------ |
| Nummer                                                                               | 24                                                                                   | 8                                                                                    | 3                                                                                    | 1                                                                                    | 1                                                                                    | 1                                                                                    | 1                                                                                    | 1                                                                                    | 1                                                                                    | 3                                                                                    | 4                                                                                    | 8                                                                                    | 18                                                                                   | 30                                                                                   | uit                                                                                  | 76                                                                                   | uit                                                                                  |

### NPO Radio 2 Top 2000
In de jaarlijkse NPO Radio 2 Top 2000 van de Nederlandse publieke radiozender NPO Radio 2 was de plaat in de beginperiode een vaste waarde,  met als hoogste notering een 723e positie in de allereerste editie in december 1999.

| Nummer met noteringen in de NPO Radio 2 Top 2000 | '99 | '00 | '01 | '02  | '03  | '04  | '05  | '06  | '07  | '08  | '09-'11 | '12  |
| ------------------------------------------------ | --- | --- | --- | ---- | ---- | ---- | ---- | ---- | ---- | ---- | ------- | ---- |
| Ma Baker                                         | 723 | 746 | 934 | 1012 | 1798 | 1739 | 1470 | 1831 | 1509 | 1570 | -       | 1845 |

1. ↑  Een '-' betekent dat het nummer niet was genoteerd en een vetgedrukt getal geeft de hoogste notering aan.
2. ↑  Deze tabel is bijgewerkt tot en met de laatste editie (2024).